# Jebha
Jebha  (en langue berbère : Tanyart, ⵜⴰⵏⵢⴰⵔⵜ ; en arabe : جبهة) est une petite ville portuaire marocaine, située dans le Rif occidental. Elle est le centre urbain de la commune rurale de M'Tioua, dans la province de Chefchaouen (région de Tanger-Tétouan-Al Hoceïma). Sous le protectorat espagnol, El Jebha s'appelait Puerto Capaz .

### Sources
- (en) Jebha sur le site de Falling Rain Genomics, Inc.